# 大衆電信
大衆電信（たいしゅうでんしん、略称：FITEL） は、かつて存在した台湾（中華民国）の無線呼び出し、携帯電話事業者。台湾で唯一のPHS事業者であった。

## 沿革
- 1997年4月 台湾でBBCallといわれる（日本ではポケベル）無線呼び出し事業者として創業
- 2001年5月 PHS事業開始
- 2001年6月 PHSサービス開始
- 2002年5月15日 日本のDDIポケット（現ワイモバイル）とPHSの国際ローミングを開始。日本国内での使用が可能になる
- 2013年3月 PHSの国際ローミングを終了
- 2014年12月26日 台北地方法院から破産宣告を受ける[1]
- 2015年3月31日 PHSサービスを終了。加入者は、番号ポータビリティで他の4G通信事業者への移転が可能になる。